# Don Jon
Don Jon (původně Don Jon's Addiction) je americká komedie z roku 2013, kterou napsal a režíroval Joseph Gordon-Levitt, který zároveň hraje v hlavní roli. Po jeho boku se ve filmu představí Scarlett Johansson, Julianne Moore, Brie Larson a Tony Danza. Producenty filmu jsou Ram Bergman a Nicholas Chartier. Film bylo poprvé možné zhlédnout na filmovém festivalu v Sundance 18. ledna 2013.

## Zápletka
Jon Martello (Gordon-Levitt) je Don Juan současnosti, který objektivizuje všechno ve svém životě – hlavně ženy. Jeho kamarádi mu říkají 'Don Jon', protože bez problému každý týden dokáže sbalit tu nejhezčí holku v baru. Se svým životem ale není spokojený, kvůli své závislosti na pornografii. Rozhodne se tak vydat na cestu k poznání spokojeného sexuálního života. Nakonec ale uvidí víc než čekal, když pozná opravdový život a lásku díky dvěma odlišným ženám.

## Herecké obsazení
- Joseph Gordon-Levitt jako Jon "Don Jon" Martello
- Scarlett Johansson jako Barbara
- Julianne Moore jako Esther
- Tony Danza jako Jonův otec[4]
- Brie Larson jako Jonova sestra[4]
- Lindsey Broad jako Lauren
- Rob Brown jako Bobby
- Italia Ricci jako Gina
- Jeremy Luke jako Danny
- Sloane Avery jako Patricia
- Amanda Perez jako Lisa
- Loanne Bishop jako matka Barbary
- Nichola Fynn

## Trailer filmu
Trailer filmu s českými titulky je možné zhlédnout na stránce distributora Archivováno 8. 9. 2013 na Wayback Machine.

## Přijetí
Film vydělal 24,5 milionů dolarů v Severní Americe a 16,5 milionů dolarů v ostatních oblastech, celkově tak vydělal 41 milionů dolarů po celém světě. Rozpočet filmu činil 3–5,5 milionů dolarů.
Film získal pozitivní kritiku. Na recenzní stránce Rotten Tomatoes získal z 185 započtených recenzí 81 procent s průměrným ratingem 6,8 bodů z deseti. Na serveru Metacritic snímek získal z 41 recenzí 66 bodů ze sta. Na Česko-Slovenské filmové databázi snímek získal 64%.